# 東京國際電影節
東京國際電影節（東京国際映画祭），或稱東京影展，是亚洲地區规模最大的電影節之一，也是日本唯一获得FIAPF（國際電影製片人協會）認証的競賽型國際電影節活動，由UNI JAPAN（前称日本映像國際振興協會）主辦，一般于每年10月在东京举行。

## 历史
東京國際電影節於1985年首次舉辦，每两年举办一次，举办地点选在了建有16家电影院的东京“电影街区”涩谷区，共有40个国家和地区的519部电影参展，1987年的第2届起分为主竞赛单元和青年电影竞赛单元，1989年起以「Bunkamura」作为主会场，自1991年的第4届起改为每年举办一次。
1994年，为纪念平安京建都1200周年，电影节移師京都，以「京都國際電影節」為名稱舉行。
1998年，青年电影竞赛单元改为评选最佳亚洲电影的“亚洲之风”单元，为纪念刚逝世的日本电影大师黑泽明，电影节临时追加“黑泽明导演作品特别追悼上映”，上映了黑泽明导演的全部30部作品。
2004年，增设面向日本电影的“日本视点奖”。2013年起，“亚洲之风”单元改为面向亚洲新导演的“亚洲未来”单元，“日本视点奖”改为“日本电影Splash”单元。
影展主席直到2007年由角川歷彥擔任，2008年至2012年為依田巽，2013年起為椎名保。
2008年起改以綠色環保為主題，開幕紅地毯也變綠色，成為影展特色之一。星光大道由回收材質做成的綠地毯，取代傳統的紅地毯，明星們也改搭乘環保省油小車抵達現場。2013年隨著新主席椎名保上任，主視覺及單元結構有變革，主視覺由綠轉紅。2014年恢復紅地毯。

## 會場
到2003年為止，主要是在「Bunkamura」（直譯：文化村，為東急所有的大型綜合文化設施，位在東京澀谷鬧區）中的4個會場內舉行。
從2004年開始，同時在Bunkamura和六本木之丘的主會場舉行，此外2005年由於合辦企劃的關係，也在秋葉原的會場「秋葉原ENTAMATURI」舉行。從2009年開始，以六本木之丘作為主會場舉行。
2014年會場除了往年有的六本木Hills東寶電影院等劇場之外，增加銀座的日本橋劇場和歌舞伎座劇場，以及東京國立近代美術館等處舉辦影展。在多個場地舉辦配合影展的活動，並藉此宣傳2020年東京奧運。

## 內容
電影節大致分成以下部分：

### 主競賽
- 不曾在FIAPF所認可的「競賽劇情片影展」之主要競賽單元放映過的影片。
- 必須是在東亞地區首次放映（世界首映為佳）。日本電影則必須是世界首映。
- 必須是超過六十分鐘的劇情片（包含動畫）。不接受紀錄片。
- 必須是適合作為電影播映的數位格式（高畫質），且需有英文字幕。[8]

### 日本單元
介紹日本獨立製片電影
- 日本電影視點（2004年─2012年）
- 日本電影激盪（2013年─）

### 亞洲單元
- 亞洲電影佳作選（1985年─1996年）
- 電影三稜鏡（1997年─2001年）
- 亞洲之風（2002年─2012年）
- 亞洲未來（2013年─）

以鼓勵亞洲新導演為主

### 國際單元
- World Cinema（2007年─2012年）
- 世界焦點（2013年─）

### 其他單元
- Natural TIFF（自然風）（2008年─2012年）

以「關注環境與自然」為精神主軸

## 獎項
电影节最高奖项為授予主竞赛单元最佳电影的“東京大獎”（東京グランプリ/東京都知事賞，曾於2005至2013年間更名为東京櫻花大獎（東京 サクラ グランプリ）），因頒發金色的麒麟獎座，又稱爲“金麒麟獎”。其他奖项包括最佳导演、最佳男演员、最佳女演员、最佳艺术贡献奖、评审团特别奖、观众奖等。

### 主要奖项
| 屆次 | 年度   | 评审团主席                   | 東京大獎                                                  | 最佳导演                                                | 最佳男演员                                             | 最佳女演员                                                  |
| ---- | ------ | ---------------------------- | --------------------------------------------------------- | ------------------------------------------------------- | ------------------------------------------------------ | ----------------------------------------------------------- |
| 1    | 1985年 | 大卫·普特南                  | 《台风俱乐部》 相米慎二                                   | 彼得·哥萨 《停止不动的时间》                            | -                                                      | -                                                           |
| 2    | 1987年 | 格里高利·派克                | 《老井》 吴天明                                           | 拉娜·戈戈别里泽 《旋流》                                | 张艺谋 《老井》                                        | 雷切尔·沃德 《贤妻》                                        |
| 3    | 1989年 | 伊夫·蒙当                    | 《白玫瑰》                                                | 《白玫瑰》                                              | 马龙·白兰度 《血染的季节》                             | 伊莲娜·雅科夫列娃 《夹缝中的女人》                          |
| 4    | 1991年 | 刘易斯·吉尔伯特              | 《希望之城》 約翰·賽爾斯                                  | 艾伦·帕克 《追梦者》                                    | 奥塔尔·梅格维内图胡采西 《走开！》                     | 赵丽蓉 《过年》                                             |
| 5    | 1992年 | 理查德·D·扎努克              | 《白色戰爭》 鄭智泳                                       | 鄭智泳 《白色戰爭》                                     | 马克斯·冯·叙多 《无声的接触》                          | 卢米·卡范佐斯 《巧克力情人》                                |
| 6    | 1993年 | 佛朗哥·泽菲雷里              | 《蓝风筝》 田壮壮                                         | 泰勒·海克福德 《黑帮悍将》                              | 本木雅弘 《最后的歌》                                  | 洛丽塔·大卫多维奇 《梦幻青春》 吕丽萍 《蓝风筝》            |
| 7    | 1994年 | 迈克·麦达沃伊                | 《天国逆子》 嚴浩                                         | 嚴浩 《天国逆子》                                       | 牛振华 《背靠背，脸对脸》                              | 黛博拉·溫姬 《危险的情人》                                  |
| 8    | 1995年 | 休·哈德森                    | 從缺                                                      | 約瑟·諾沃亞 《少年海罗》                                | 從缺                                                   | 富田靖子 《南京的基督》                                     |
| 9    | 1996年 | 賽吉·希伯曼                  | 《遊子》 揚·斯維拉克                                      | 吴天明 《变脸》                                         | 朱旭 《变脸》                                          | 希尔德加·里瑟、玛丽·泰桑 《寂寞的星期天》                   |
| 10   | 1997年 | 索尔·扎恩兹                  | 《完美的圆圈》 阿德米尔·凯诺维奇 《走出寂靜》 卡洛琳·林克 | 阿德米尔·凯诺维奇 《完美的圆圈》                        | 役所广司 《X圣治》                                     | 刘若英、曾静 《美丽在唱歌》                                 |
| 11   | 1998年 | 傑瑞米·湯瑪斯                | 《睜開你的雙眼》                                          | 《》                                                    | 布萊德·藍佛 《納粹追凶》                               | 宫本真希 《艺妓院的凉子》                                   |
| 12   | 1999年 | 卡雷尔·赖兹                  | 《黑暗之光》 張作驥                                       | 玛莎·费因斯 《奥涅金》                                  | 卡洛斯·阿瓦雷兹-诺瓦 《天涯寻梦》                      | 玛莉亚·加利亚纳 《天涯寻梦》                                |
| 13   | 2000年 | 沃克·施隆多夫                | 《愛情像母狗》                                            | 《愛情像母狗》                                          | 茂萨·马斯克里 《服务站纠纷》                           | 詹妮弗·杰森·李 《国王不死》                                 |
| 14   | 2001年 | 诺曼·杰威森                  | 《口号大过天》 傑吉·朱瓦尼                                | 傑吉·朱瓦尼 《口号大过天》 雷扎·米爾卡里米 《在月光下》 | 安德鲁·霍华德 《杀手中间人》                           | 路易扎·朱瓦尼 《口号大过天》                                |
| 15   | 2002年 |                              | 《折翼》 尼爾·伯格曼                                      | 卡罗·罗洛 《萨斯》                                      | 葛拉罕·葛林 《荒野的羁绊》                             | 唐娜提拉·芬诺恰罗 《天使》                                  |
| 16   | 2003年 | 巩俐                         | 《暖》 霍建起                                             | 《吸烟的圣诞老人》 克里斯·瓦伦蒂安、蒂尔·肖德尔         | 香川照之 《暖》                                        | 寺岛忍 《振荡器》 克里斯蒂·简·豪斯兰德尔 《吸烟的圣诞老人》 |
| 17   | 2004年 | 山田洋次                     | 《威士忌》 、                                             | 林赞相 《孝子洞理发师》                                 | 奥茨哈斯·努苏普巴耶夫 《斯佐的爱》                     | 米涅娜·帕斯夸尔 《威士忌》                                  |
| 18   | 2005年 | 张艺谋                       | 《向雪祈祷》 根岸吉太郎                                   | 根岸吉太郎 《向雪祈祷》                                 | 佐藤浩市 《向雪祈祷》                                  | 海伦娜·伯翰·卡特 《与女人们的对话》 金雅琴 《我们俩》       |
| 19   | 2006年 |                              | 《OSS117之开罗谍影》 米歇爾·哈札納維西斯                  | 乔纳森·戴顿、维莱莉·法瑞斯 《》                         | 罗伊·迪普伊 《冰球英豪》                               | 《》                                                        |
| 20   | 2007年 | 小艾伦·拉德                  | 《》 艾伦·科勒林                                          | 彼得·休伊特 《危险的停车场》                            | 达米安·吴 《追火车日记》                               | 莎法麗·沙 《我的父亲甘地》                                  |
| 21   | 2008年 | 强·沃特                      | 《》                                                      | 《》                                                    | 文森特·卡塞尔 《梅漢林》                               | 菲里希黛·乌瓦希 《天助自助者》                              |
| 22   | 2009年 |                              | 《》                                                      | 《》                                                    | 克里斯托·克里斯托夫 《》                               | 朱莉·加耶 《八次为限》                                      |
| 23   | 2010年 | 尼尔·乔丹                    | 《亲密文法》 尼爾·伯格曼                                  | 吉爾斯·帕奎-布萊納 《莎拉的钥匙》                       | 王千源 《钢的琴》                                      | 范冰冰 《观音山》                                           |
| 24   | 2011年 | 爱德华·R·普列斯曼            | 《》 、                                                   | 鲁本·奥斯特伦德 《儿戏》                                | 弗朗索瓦·克鲁塞、奥马·希 《》                          | 格伦·克洛斯 《》                                            |
| 25   | 2012年 | 罗杰·科尔曼                  | 《继子》 罗兰娜·利维                                      | 罗兰娜·利维 《继子》                                    | 徐荣柱 《少年犯》                                      | 内斯利汗·阿塔居尔 《中间人》                                |
| 26   | 2013年 | 陈凯歌                       | 《》 卢卡斯·穆迪森                                        | 本尼迪克·埃灵格松 《马与人》                            | 王景春 《警察日记》                                    | 尤金·多明戈 《理发师的故事》                                |
| 27   | 2014年 | 詹姆斯·岡恩                  | 《天知道有多少》 沙夫戴兄弟                               | 沙夫戴兄弟 《天知道有多少》                             | 罗伯特·温茨凯维奇 《威猛的天使》                       | 宫泽理惠 《纸之月》                                         |
| 28   | 2015年 | 布莱恩·辛格                  | 《尼斯：疯狂的心》 罗伯托·柏林厄                          | 穆斯塔法·卡拉 《卡兰达尔之夜》                          | 路易斯·霍夫曼、罗兰·默勒 《拆彈少年》                  | 格劳瑞·皮尔丝 《尼斯：疯狂的心》                            |
| 29   | 2016年 | 让-雅克·贝奈克斯             | 《昨日盛開的花朵》 克里斯·克劳斯                          | 哈娜·贾西克 《别盯着我的盘子》                          | 保罗·巴莱斯特罗斯 《死了都要美》                       | 琳恩·塞西莉亚·斯贝尔克 《萨米之血》                         |
| 30   | 2017年 | 汤米·李·琼斯                 | 《如果麥子消失》 森米·卡潘諾古                            | 杨毅恒 《阿奇洛》                                       | 段奕宏 《暴雪将至》                                    | 阿德琳·戴尔米 《玛丽莲》                                    |
| 31   | 2018年 | 布里兰特·曼多萨              | 《我的巴黎舅舅》 米夏埃爾·艾斯                            | 艾多阿爾多·德·安傑利斯 《希望的另一边》                 | 加斯帕·克里斯滕森 《霜冻将至》                         | 皮纳·图尔科 《希望的另一边》                                |
| 32   | 2019年 | 章子怡                       | 《》 费雷·彼得森                                          | 薩伊德·盧斯塔伊 《650万》                               | 纳维德·穆罕默德扎德 《650万》                          | 娜迪亚·特列什科维奇 《只有野兽》                            |
| 33   | 2020年 | 因嚴重特殊傳染性肺炎疫情停辦 | 因嚴重特殊傳染性肺炎疫情停辦                              | 因嚴重特殊傳染性肺炎疫情停辦                            | 因嚴重特殊傳染性肺炎疫情停辦                           | 因嚴重特殊傳染性肺炎疫情停辦                                |
| 34   | 2021年 |                              | 《维拉梦见大海》 卡特琳娜·克拉斯尼奇                      | 达赫让·奥米尔巴耶夫 《古來詩人皆寂寞》                  | 巴热士·耶尔迪兹、阿米尔·阿加伊、法提赫·阿尔 《四面墙》 | 朱莉亚·查薇兹 《另一个汤姆》                                |
| 35   | 2022年 | 朱丽·泰莫                    | 《野獸們》 罗德里戈·索罗戈延                              | 罗德里戈·索罗戈延 《野獸們》                            | 德尼·梅诺谢 《野獸們》                                 | 艾琳·库彭海姆 《智利，1976》                                |
| 36   | 2023年 |                              | 《雪豹》 萬瑪才旦                                         | 岸善幸 《正欲》                                         | 雅思那·米塔马斯 《罗克萨娜》                           | 扎拉·阿米尔·阿布拉希米 《柔道场》                           |
| 37   | 2024年 | 梁朝伟                       | 《生之敵》 吉田大八                                       | 吉田大八 《生之敵》                                     | 長塚京三 《生之敵》                                    | 安娜瑪麗亞·沃特魯梅 《Traffic》                             |

### 非常设奖项

#### 黑澤明獎
第17届（2004年）至第21届（2008年）增設「黑澤明獎」，以表彰「对世界电影界作出贡献」的杰出电影人。第35届（2022年）再次设立，旨在表彰“在电影界掀起轰动并将引领行业未来”的电影人。
| 年份 | 得奖者                    |
| ---- | ------------------------- |
| 2004 | 、山田洋次                |
| 2005 | 侯孝贤                    |
| 2006 | 市川昆、米洛斯·福尔曼     |
| 2007 | 大卫·普特南               |
| 2008 | 陈凯歌、尼基塔·米哈尔科夫 |
| 2022 | 、深田晃司                |
| 2023 | 顾晓刚、莫莉·苏亚         |
| 2024 | 三宅唱、傅天余            |

#### 武士獎
第27届（2014年）起增设「武士獎」（“SAMURAI（サムライ）”賞），以表彰“不断向世界展现跨越时代的革新电影”的电影人。
| 年份 | 得奖者           |
| ---- | ---------------- |
| 2014 | 北野武、         |
| 2015 | 山田洋次、吴宇森 |
| 2016 | 、黑泽清         |
| 2017 | 坂本龙一         |

#### 感謝獎
第28届（2015年）起增设「感谢獎」（“ARIGATŌ（ありがとう）”賞），以表彰「对日本电影界做出贡献」的杰出电影人。
| 年份 | 得奖者                                       |
| ---- | -------------------------------------------- |
| 2015 | 树木希林、日野晃博、广濑铃、细田守、中川雅也 |
| 2016 | 新海诚、高畑充希、妻夫木聪、哥斯拉           |

#### 终身成就奖（特别功劳赏）
| 年份 | 得奖者             |
| ---- | ------------------ |
| 2019 | 仲代達矢、大林宣彦 |
| 2022 | 野上照代           |
| 2023 | 张艺谋             |
| 2024 | 貝拉·塔爾          |

## 事件
2010年，第23屆東京國際影展開幕入場時，中國代表團團長、中国电影集团公司副总裁江平要求台灣代表團進場時必須在「台灣」名稱之前冠上「中國」，被台灣代表團團長陳志寬当场拒絕，雙方火爆對立，最後雙方都未走綠毯進入廣場參加開幕。台灣藝人阮經天、徐若瑄等人也臨時缺席星光大道。

## 另見
- 電影旬報獎
- 每日電影獎
- 橫濱電影節
- 日本電影影評人大獎
- 日刊體育電影大獎
- 日本電影金像獎
- 藍絲帶獎
- 山路文子電影獎
- 大阪電影節